# Доказательство съёмки
«Доказательство съемки» (англ. The Evidence of the Film) — американский короткометражный криминальный фильм Лоуренса Марстона и Эдвина Санхаузера.

## Сюжет
Фильм рассказывает о парне, которого по ошибке обвиняют в краже облигаций на сумму в несколько десятков тысяч долларов. Его старшая сестра пытается ему помочь.

## В ролях
| Актёр           | Роль         |
| --------------- | ------------ |
| Уильям Гарвуд   | Генри Уотсон |
| Мари Элайн      |              |
| Флоренс Ла Бади |              |
| Райли Чамберлен | клерк        |
| Миньон Андерсон | секретарь    |